# Hoczewka
Hoczewka – rzeka w Bieszczadach Zachodnich o długości 27,8 km i powierzchni dorzecza 180,1 km². Lewobrzeżny dopływ Sanu. Według niektórych podziałów dolny bieg znajduje się w Górach Sanocko-Turczańskich.
Powstaje z połączenia dwóch cieków: Jabłonki i Rabiańskiego Potoku w miejscowości Rabe, na wysokości ok. 470 m n.p.m. Za górny bieg uznaje się Jabłonkę mającą źródło na stoku Wołosania (ok. 980 m n.p.m.) w Wysokim Dziale. Przepływa ona przez Jabłonki, Kołonice i Bystre, a następnie Rabe. Właściwa już Hoczewka płynie stąd dalej na północ, doliną ograniczoną od wschodu północną częścią Pasma Łopiennika i Durnej (masywy Makowskiej i Patroli), natomiast od zachodu – grzbietem odbiegającym z Chryszczatej ku północnemu wschodowi (pasmo Gabrów Wierchu). Przepływa przez: Baligród, Mchawę, Zahoczewie, Nowosiółki oraz Hoczew, gdzie na wysokości ok. 340 m n.p.m. uchodzi do Sanu. Pomiędzy Nowosiółkami a Hoczwią w korycie występują progi skalne chronione jako pomnik przyrody.
Dnem doliny biegnie droga wojewódzka nr 893 Cisna – Lesko.